# Aerodium
Aerodium est un concepteur et producteur de souffleries verticales basé à Riga, en Lettonie. Son activité principale est la vente et la location de souffleries verticales pour divertissement et l'industrie militaire, mais elle dirige également des différents sites sous franchise. La deuxième partie est liée à l’organisation de spectacles et de performances pour la promotion de marques, de festivals et autres célébrations dans le monde entier.

## Histoire
En 1979 l'inventeur canadien Jean Saint-Germain a eu l'idée de créer la première soufflerie verticale pour bodyflying. Après avoir accumulé des investissements de 450 000 dollars, il ouvre la première soufflerie commerciale à Saint-Simon-de-Bagot, à 50 milles à l’est de Montréal. Ancien parachutiste de l'armée, Saint-Germain était propriétaire de deux écoles de parachutisme lorsqu'il est venu à l'idée qu'un Aérodium aiderait ses élèves à pratiquer la chute libre d'une manière plus efficace.  En 1982, Jean Saint-Germain a vendu le concept de soufflerie verticale à Les Thompson et à Marvin Kratter, qui ont ensuite construit leurs propres souffleries à Pigeon Forge (Tennessee) et à Las Vegas (Nevada). Peu de temps après, Saint-Germain a vendu les droits de concession à Kratter pour 1,5 million de dollars. Connu à l'origine sous le nom "Aérodium", il a été breveté comme "Levitationarium" par Jean Saint-Germain aux États-Unis en 1984 et 1994, sous les brevets nos 4 457 509 et 5 318 481, respectivement,.
En 2003, après avoir rencontré François Saint-Germain (fils de Jean Saint-Germain), l'entrepreneur letton Ivars Beitāns décida d'avancer le concept de soufflerie Aerodium. À l'été 2005, la première soufflerie verticale d'Europe de l'Est a été ouverte à Sigulda, en Lettonie. Améliorant et modernisant progressivement les solutions techniques, l'entreprise a commencé à fabriquer des souffleries commerciales en Lettonie sous le nom Aerodium Technologies.

## Spectacles, performances et événements
Concentré sur les souffleries à ciel ouvert, Aerodium est devenu, au fil des ans, la société principale à participer aux différents spectacles de bodyflying et aux performances à travers le monde.
L’un des plus importants événements de l’histoire de la soufflerie verticale était la «machine à vent» lors des cérémonies de clôture des Jeux olympiques d’hiver de Turin 2006, un modèle construit sur mesure par Aerodium. La plupart des spectateurs dans le monde n'avaient jamais vu une soufflerie verticale et étaient fascinés par les humains volants sans fil. Le spectacle comprenait un snowboarder volant (interprété par Ivars Beitāns lui-même) et d'autres effets visuels jamais vus auparavant,.
Une performance en soufflerie verticale sur la Place Rouge de Moscou a été montrée en 2009 lors de la présentation du logotype des Jeux olympiques d'hiver de Sochi 2014.
En 2010, une soufflerie verticale a été exposée au pavillon letton de l'Exposition universelle 2010 à Shanghai, en Chine. Aerodium était l'entrepreneur général du pavillon et présentait des spectacles aux visiteurs toutes les 30 minutes pendant 6 mois. La soufflerie a rassemblé de grandes foules et a même permis à certaines personnes de s’entraîner et de voler dans la soufflerie. Le tunnel était la première soufflerie à recirculation entièrement transparente au monde, permettant aux spectateurs de regarder les performances de tous les côtés.
Aerodium a introduit une nouvelle application de souffleries verticales en 2013 quand ils ont construit la première soufflerie au monde adapté au BASE Jump en intérieur au «Sirius Sport Resort» en Finlande. Par rapport aux autres modèles, les parachutistes pouvait désormais entrer dans la soufflerie depuis le sol ou y plonger d’une hauteur de 15 mètres, simulant ainsi le saut depuis un bâtiment.
En 2016 Aerodium a présenté un projet nommé « Flying Dream », une soufflerie-amphithéâtre unique. Elle est située à Dengfeng, au milieu de mont Song, près du célèbre monastère de Shaolin en Chine. La soufflerie fait partie d'un spectacle de kung-fu et des moines volants.
La même année, le parc Shanghai Disneyland, le premier en Chine continentale, a ouvert ses portes à Pudong. Aerodium a été invité à concevoir une soufflerie unique sans murs permanents pour le spectacle de Pirates des Caraïbes: L'Œil du cyclone, spectacle du capitaine Jack. Il s'agit de la seule soufflerie sans mur du type à recirculation au monde.

## Projets de film
Les souffleries d'Aerodium en plein air ont également suscité l'intérêt de l'industrie cinématographique. Pendant l'Expo 2010, Jackie Chan a essayé de voler dans la soufflerie du pavillon letton. Deux ans plus tard, en 2012, il a passé trois semaines en Lettonie à s'entraîner et à filmer une scène de combat aérien pour le film "Chinese Zodiac".
En 2017, Aerodium a construit la plus grande soufflerie verticale du monde, mesurant 3,5 m × 6,5 m, soit quatre fois la taille d'une soufflerie typique. Elle a été nommée Peryton et utilisé par Tom Cruise pour la sixième série de films Mission: Impossible intitulée "Fallout". Pour filmer l'une des premières scènes, Tom Cruise a dû effectuer plus de 100 sauts HALO. Selon Neil Corbould, superviseur des effets spéciaux, "c’était beaucoup, mais vous savez, s’il n’avait pas eu le temps dans la soufflerie, il aurait dû faire 250".